# Minorías étnicas de China

Mapa etnolingüístico de China y Taiwán

Las minorías étnicas en China son la población china no han en la República Popular China (RPC). China reconoce oficialmente a 55 grupos étnicos minoritarios dentro de China, además de la mayoría han. A partir de 2010, la población combinada de grupos minoritarios oficialmente reconocidos comprendía el 8,49% de la población de China continental. Además de estos grupos minoritarios étnicos oficialmente reconocidos, hay ciudadanos de la República Popular China que se clasifican en privado como miembros de grupos étnicos no reconocidos (como los judíos, los tuvanos, oirates y los ili turki).
Los grupos étnicos minoritarios oficialmente reconocidos por la República Popular China residen en China continental y Taiwán, cuyas minorías se llaman aborígenes taiwaneses. La República de China (ROC) en Taiwán reconoce oficialmente a 14 grupos aborígenes taiwaneses, mientras que la República Popular China los clasifica a todos bajo un único grupo étnico minoritario, el gaoshan. Hong Kong y Macao no usan este sistema de clasificación étnica, y las cifras del gobierno de la República Popular China no incluyen los dos territorios.
Por definición, estos grupos étnicos minoritarios, junto con la mayoría han, conforman la mayor nacionalidad china conocida como Zhonghua minzu. Las minorías chinas solo se conocen como Shaoshu minzu.

## Denominación
El término en idioma chino para la minoría étnica es shaoshu minzu (en chino tradicional, 少數民族; en chino simplificado, 少数民族; pinyin, shǎoshù mínzú; literalmente, ‘nacionalidad minoritaria’). En los primeros documentos de la República Popular China, como la constitución de 1982, la palabra minzu se tradujo como «nacionalidad», siguiendo el uso de la jerga marxista-leninista por parte de la Unión Soviética. Sin embargo, la palabra china no implica que las minorías étnicas en China no sean ciudadanos chinos, como de hecho lo son. Tras la disolución de la Unión Soviética, las publicaciones gubernamentales y académicas han vuelto a traducir minzu en el sentido de la minoría étnica como «grupos étnicos». Algunos estudiosos, para ser aún más precisos, usan el neologismo zuqun (en chino, 族群; pinyin, zǔqún) para referirse inequívocamente a la etnia cuando se necesita minzu para referirse a la nacionalidad.

## Historia étnica de China

### Edad temprana
A lo largo de gran parte de la historia china registrada, los autores chinos escasamente intentaron separar los conceptos de nacionalidad, cultura y etnicidad. Aquellos fuera del alcance del control imperial y los patrones dominantes de la cultura china se consideraron como grupos separados de personas, independientemente de si hoy se considerarían como una etnia separada. La autoconceptualización de los chinos han giró en gran medida en torno a esta división cultural centro-periférica. Por lo tanto, el proceso de sinicización a lo largo de la historia tuvo tanto que ver con la difusión del gobierno imperial y la cultura como lo hizo con la migración étnica real.
Esta comprensión persistió (con algunos cambios en la dinastía Qing bajo la importación de ideas occidentales) hasta que los comunistas tomaron el poder en 1949. Su comprensión de las minorías había sido fuertemente influenciada por los modelos soviéticos de Iósif Stalin, como ha sido el caso de los vecinos. Los regímenes comunistas de Vietnam y Laos, y la definición de minorías de la Unión Soviética, no cartografiaron limpiamente este entendimiento histórico chino. El pensamiento estalinista sobre las minorías era que una nación estaba formada por personas con un idioma común, una cultura histórica y un territorio. Cada nación de estas personas tenía el derecho teórico de separarse de un gobierno federal propuesto. Esto difería de la forma anterior de pensar principalmente en que en lugar de definir a todos aquellos bajo el dominio imperial como chinos, la nación (definida como un espacio sobre el cual se proyecta el poder) y la etnia (la identidad de los gobernados) ahora estaban separados; estar bajo la regla central ya no significa automáticamente ser definido como chino. El modelo estalinista aplicado a China dio lugar a las regiones autónomas de China; se pensaba que estas áreas eran sus propias naciones que tenían una autonomía teórica del gobierno central.
Durante la Segunda Guerra Mundial, la American Asiatic Association publicó una entrada en el texto "Asia: revista de la American Asian Association, Volumen 40", sobre el problema de si los chinos musulmanes eran chinos o una "minoría étnica" separada, y los factores que conducir a cualquiera de las clasificaciones. Abordó la cuestión de por qué los musulmanes que eran chinos eran considerados una raza diferente de los chinos, y la pregunta por separado de si todos los musulmanes en China estaban unidos en una raza. El primer problema se planteó con una comparación con los budistas chinos, que no se consideraron una raza separada. Llegó a la conclusión de que la razón por la cual los musulmanes chinos se consideraban separados se debía a diferentes factores como la religión, la cultura y el feudalismo militar, y que considerarlos una "minoría racial" era erróneo. También llegó a la conclusión de que el portavoz militar japonés era la única persona que estaba propagando la falsa afirmación de que los musulmanes chinos tenían "unidad racial", lo que fue refutado por el hecho de que los musulmanes en China estaban compuestos por multitudes de razas diferentes, separadas del uno al otro como eran los "alemanes e ingleses", como el Mongol Hui de Hezhou, Salar Hui de Qinghai, Chan Tou Hui de Turkistán, y luego los musulmanes chinos. Los japoneses estaban tratando de difundir la mentira de que los musulmanes chinos eran una raza, con el fin de propagar la afirmación de que deberían ser separados de China en una "organización política independiente".

### Distinguir nacionalidades en la República Popular de China
Para determinar cuántas de estas naciones existían en China después de la revolución de 1949, se formó un equipo de científicos sociales para enumerar las diversas naciones étnicas. El problema con el que se toparon inmediatamente fue que había muchas áreas de China en las que las aldeas de un valle se consideraban a sí mismas con una identidad y una cultura separadas de ese valle. Según cada pueblo, el estado de nación sería absurdo y conduciría al absurdo resultado de llenar el Congreso Nacional del Pueblo con delegados que representan pueblos individuales. En respuesta, los científicos sociales intentaron construir agrupaciones coherentes de minorías usando el lenguaje como el criterio principal para la diferenciación. Esto condujo a un resultado en el cual las aldeas que tenían prácticas e historias culturales muy diferentes se agruparon bajo el mismo nombre étnico. La etnia zhuang es uno de esos ejemplos; el grupo étnico sirvió en gran medida como una colección de varios pueblos de montaña en la provincia de Guangxi.
El censo real de quién era y quién no era una minoría erosionó aún más las netas líneas diferenciadas que los sociólogos habían trazado. El estatus étnico individual a menudo se otorga en función de los antecedentes del árbol genealógico. Si uno tiene un padre (o madre, para grupos étnicos que se consideran matrilineales) que tienen un apellido que se considera pertenece a un grupo étnico particular, a uno se le otorga el codiciado estatus de minoría. Esto dio como resultado que las aldeas que antes se consideraban homogéneas y esencialmente «han» se dividieran ahora entre las personas con identidad étnica y las que no.
El equipo de científicos sociales que reunió la lista de todos los grupos étnicos también describió lo que consideraban los principales atributos de diferenciación entre cada grupo, incluida la vestimenta, la música y el lenguaje. Luego, el centro utilizó esta lista de atributos para seleccionar a los representantes de cada grupo que actuarán en la televisión y la radio, en un intento de reforzar la narrativa del gobierno de que China es un estado multiétnico. Particularmente populares eran las prácticas más exotizadas de los grupos minoritarios: la afirmación de la multietnicidad no se vería fuerte si las minorías realizaran esencialmente los mismos rituales y canciones que los «han». A muchos de los etiquetados como minorías específicas se les presentaron imágenes y representaciones de "su gente" en los medios que no guardaban relación con la música, el vestuario y otras prácticas que ellos mismos representaban en sus vidas cotidianas.
Bajo este proceso, 39 grupos étnicos fueron reconocidos por el primer censo nacional en 1954. Este aumento adicional a 54 por el segundo censo nacional en 1964. El último cambio fue la adición del pueblo jino en 1979, trayendo el número de grupos étnicos reconocidos a la actual 56. Sin embargo, el número de lenguas de China es muy superior ya que esta clasificación en grupos nacionales es muy poco refinada.

### Reformas y apertura
Sin embargo, cuando China se abrió y reformó después de 1979, muchos «han» adquirieron suficiente dinero para comenzar a viajar. Una de las experiencias de viaje favoritas de los ricos fue visitar zonas de minorías, ver los rituales supuestamente exóticos de los pueblos minoritarios. Respondiendo a este interés, muchos empresarios minoritarios, a pesar de que tal vez nunca crecieron practicando los bailes, rituales o canciones en sí, comenzaron a atender a estos turistas realizando actos similares a los que se emitían en los medios. De esta manera, los grupos de personas llamadas zhuang u otras minorías nombradas han comenzado a tener más en común con sus compañeros co-étnicos, ya que han adoptado concepciones similares de sí mismos en respuesta a la demanda económica de los consumidores por sus actuaciones.
Después de la desintegración de Yugoslavia y la disolución de la Unión Soviética, hubo un cambio en las concepciones oficiales de las minorías en China: en lugar de definirlas como «nacionalidades», se convirtieron en «grupos étnicos». La diferencia entre «nacionalidad» y «etnia», como lo describe Uradyn Erden-Bulag, es que el primero trata a las minorías de China como sociedades con "una división del trabajo completamente funcional", historia y territorio, mientras que el segundo trata a las minorías como una "categoría" y se centra en el mantenimiento de los límites y su autodefinición en relación con el grupo mayoritario. Estos cambios se reflejan en los usos del término minzu y sus traducciones. La revista oficial Minzu Tuanjie cambió su nombre inglés de Nationality Unity a Ethnic Unity en 1995. Del mismo modo, la Universidad Central de Nacionalidades cambió su nombre a Universidad de Minzu de China. Los estudiosos comenzaron a preferir el término zuqun (族群) sobre minzu.